# Saffraansijs
De saffraansijs (Spinus siemiradzkii synoniem: Carduelis siemiradzkii) is een zangvogel uit de familie van vinkachtigen (Fringillidae). Het is een kwetsbare vogelsoort in Ecuador en Peru.

## Kenmerken
De vogel is 11 cm lang. Het is een kleine, geel met zwart gekleurde vinkachtige. Het mannetje is geel met een zwarte kopkap, staart en vleugels en de vleugelpennen hebben gele randen. Het vrouwtje mist de zwarte kop en is doffer van kleur.

## Verspreiding en leefgebied
Deze soort komt voor in Ecuador en Peru. Het leefgebied bestaat uit vrij droge terreinen met struikgewas en randen van droge tropische bossen tot op 750 m boven zeeniveau.

## Status
De saffraansijs heeft een beperkt verspreidingsgebied en daardoor is de kans op uitsterven aanwezig. De grootte van de populatie werd in 2012 door BirdLife International geschat op 1500 tot 7000 volwassen individuen en de populatie-aantallen nemen af. De oorzaak is niet geheel duidelijk, maar natuurlijk bos is ten minste voor een deel van de levenscyclus van belang. Leefgebied in het laagland gaat verloren door ontbossing en omzetting van bosgebied in weilanden of andere vormen van agrarisch gebruik.Om deze redenen staat deze soort als kwetsbaar op de Rode Lijst van de IUCN.